# Condado de Stephens (Georgia)
El condado de Stephens (en inglés: Stephens County), fundado en 1905, es uno de 159 condados del estado estadounidense de Georgia. En el año 2000, el condado tenía una población de 25 435 habitantes y una densidad poblacional de 55 personas por km². La sede del condado es Toccoa. El condado recibe su nombre por Alexander Stephens.

## Geografía
Según la Oficina del Censo, el condado tiene un área total de 477 km² (184,2 mi²), de la cual 464 km² (179,2 mi²) es tierra y 13 km² (5 mi²) (2.70%) es agua.

### Condados adyacentes
- Condado de Oconee (norte)
- Condado de Franklin (sur)
- Condado de Banks (suroeste)
- Condado de Habersham (oeste)

## Demografía
Según el censo de 2000, había 25 435 personas, 9951 hogares y 7065 familias residiendo en la localidad. La densidad de población era de 25 hab./km². Había 11 652 viviendas con una densidad media de 2 viviendas/km². El 85.74% de los habitantes eran blancos, el 12.00% afroamericanos, el 0.26% amerindios, el 0.57% asiáticos, el 0.08% isleños del Pacífico, el 0.40% de otras razas y el 0.95% pertenecía a dos o más razas. El 0.98% de la población eran hispanos o latinos de cualquier raza.
Los ingresos medios por hogar en la localidad eran de $29 466, y los ingresos medios por familia eran $35 660. Los hombres tenían unos ingresos medios de $28 067 frente a los $20 850 para las mujeres. La renta per cápita para el condado era de $15 529. Alrededor del 15.10% de la población estaban por debajo del umbral de pobreza.

## Transporte

### Principales carreteras
- U.S. Route 280
- SR 17
- SR 106
- SR 365

## Localidades
- Avalon
- Eastanollee
- Martin
- Toccoa